# Maria al-Qibtiyya
Maria al-Qibtiyya, Arabisch: مارية القبطية, Maria de Koptische (ook getranslitereerd als Māriya al-Qibṭiyya), (overleden Medina, 16 februari 637) was een christelijke slavin en concubine van Mohammed, en de moeder van diens eniggeboren zoon, Ibrahim. Volgens sommige islamitische bronnen kan zij ook gerekend worden tot Mohammeds vrouwen en behoort zij derhalve ook tot de 'Moeders der Gelovigen', de Umm-al-Momineen, maar daarover bestaat geen eenduidigheid.

## Afkomst
Maria was een christelijke vrouw, afkomstig uit de Koptische geloofsgemeenschap. Haar vader, Schamʿūn, was lid van de Koptische gemeente van de niet meer traceerbare plaats Hafn (حفن) in de op de oostelijke Nijloever gelegen regio Ansina, in Boven-Egypte.

## Gift aan Mohammed
Mohammed stuurde in 628 een brief naar verschillende potentaten in de regio waarin hij dezen verzocht zich tot het geloof dat hem geopenbaard was te bekeren. Onder de aangeschreven machthebbers bevond zich ene Mohammed al-Muqauqis, wiens identiteit door de Arabische bronnen in zeer vage termen beschreven wordt, maar waarvan wordt aangenomen dat het de toenmalige patriarch van de melkiten in Alexandrië, Cyrus, betreft. Al-Maqauqis schreef Mohammed terug dat deze niet van plan was zich te bekeren, maar om zijn goede wil te tonen stuurde hij samen met deze brief enkele geschenken, waaronder Maria en haar zuster Sirin. (Daarnaast schonk hij Mohammed een ezel genaamd Ya'fūr, zijn muilezelin genaamd Duldul, en een kledingset. (bron: Muhammad ibn Jarir al-Tabari's Geschiedenis van Koningen en Profeten). Volgens al-Maquaqis stonden Maria en Sirin in een "hoog aanzien" in de Koptische gemeenschap.

## Relatie met Mohammed en diens familie
Mohammed schonk Sirin aan de beroemde dichter Hassan ibn Thabit (overleden rond 661), Maria behield hij als concubine. Zij leefde in de bovenstad van Medina. Nadat Hafsa, een van de echtgenotes van Mohammed, de profeet en Maria "in flagranti" aantrof, keerden al Mohammeds echtgenotes, waaronder Aisha, zich tegen haar en verliet ze het huishouden en vluchtte ze naar een in een voorstad gelegen boomgaard. De daarop volgende 29 dagen verbleef Mohammed daar, en werden aan hem de verzen van Soera 66 geopenbaard.

## Ibrahim, Mohammeds zoon
De zoon die Maria in maart 630 baarde werd Ibrahim genoemd. Deze overleed echter vrij snel, nog voor het overlijden van de profeet zelf, naar alle waarschijnlijkheid 27 januari 632 (deze datum valt vrij precies vast te stellen, daar er volgens een bekende hadith op die datum een zonsverduistering plaatsvond).